# Soraya Arnelas Rubiales
Soraya Arnelas Rubiales (Valencia de Alcántara, província de Càceres, 13 de setembre de 1982), més coneguda com a Soraya, és una cantant espanyola de música pop. Després donar-se a conèixer el 2005 al programa Operación Triunfo, va debutar discogràficament aquell mateix any amb Corazón de fuego (Cor de foc), sota el segell Santander Records, propietat del compositor i productor Kike Santander. Fins al 2011 havia publicat cinc àlbums d'estudi, dues reedicions i 15 singles. El 16 de maig de 2009, va participar com a representant d'Espanya en el Festival d'Eurovisió, amb el tema "La noche es para mí" ("La nit és per a mi").

## Joventut
Va néixer el 13 de setembre de 1982 a Valencia de Alcántara, Espanya). Va créixer i es va criar al seu poble natal, on va realitzar els seus estudis escolars al col·legi concertat La nostra Senyora dels Remeis, que arriben fins a 2n de batxillerat. Després de treballar un temps en Ràdio Frontera, la ràdio local, es va dedicar a la professió d'hostessa de vol, treball que durant el seu aprenentatge li va permetre el perfecccionar el domini de l'anglès, francès i portuguès. Soraya va entrar en el concurs televisiu Operación Triunfo en la seva quarta edició. Al contrari que els seus companys, va entrar a l'acadèmia sense cap experiència, ja que mai havia cantat de manera professional. No va ser una de les favorites del públic, però sí del jurat, que només la va nominar en una ocasió en què va ser salvada pels professors de l'acadèmia. Va arribar a la gala final del concurs al costat de Sergio Rivero i Víctor Estévez, proclamant-se segona guanyadora després de l'estreta victòria de Sergio, que es va posicionar com a primer guanyador amb un 53% dels vots enfront del 47% aconseguit per Soraya.

### 2005: debut en solitari ambCor de foc
Després de sortir de l'acadèmia, Soraya va aconseguir un contracte discogràfic amb Val Music i Santander Records. L'àlbum va ser gravat entre els mesos d'octubre i novembre a Miami i es va publicar el 5 de desembre de 2005, sota el nom Corazón de fuego i produït per Kike Santander. Contenia una destacable balada, "Cúrame este amor" ("Cura'm aquest amor"), cantada a duo amb Fran Dieli, un altre participant d'Operación Triunfo. El primer senzill del disc va ser el tema "Mi mundo sin ti" ("El meu món sense tu"), una cançó d'estil dance-pop la qual va ser directament número 1 dels senzills més venuts. L'àlbum va entrar en la llista de vendes espanyola en el lloc número 17, sent la seva màxima posició el número 13. Després de diverses setmanes a la llista, va aconseguir el disc de platí després de vendre més de 160.000 còpies a Espanya (en aquesta època el platí s'aconseguia amb 160.000 discos).

### 2006-2007: l'etapa de les versions:Ochenta'siDolce Vita

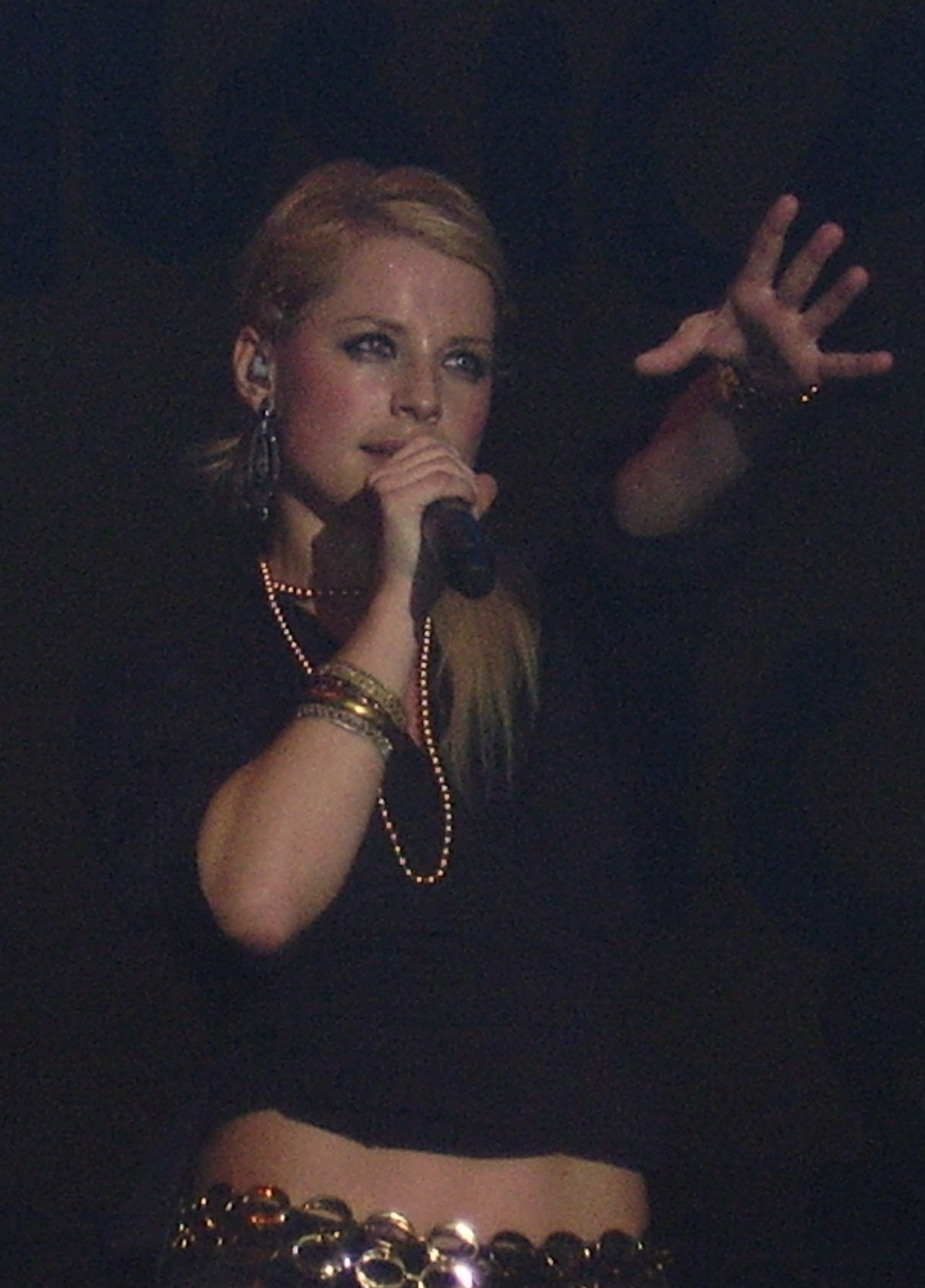
Soraya en les festes de La Mercè el 2006.

El 2006, Soraya va participar en dos duets: "Fruto prohibido" ("Fruita prohibida"), amb el grup Santa Fe, i "No debería" ("No hauria"), amb el baladista Antonio Romero. L'estiu d'aquest any es publica com a segon senzill "Corazón de fuego", cançó que donava nom a l'àlbum, coincidint amb la primera gira en solitari de Soraya. El seu segon àlbum, Ochenta's,  recuperava onze dels grans èxits en anglès dels anys 80. El disc va ser produït per 'Xasqui' i 'Toni Ten' i publicat per Val Music el 21 de novembre de 2006. El primer senzill va ser publicat el 14 de novembre del mateix any i va ser el tema "Self Control" ("Autocontrol"), versió de l'èxit de la cantant novaiorquesa Laura Branigan. El senzill va aconseguir el disc d'or per les més de 10.000 descàrregues digitals. Altres de les cançons que es van incloure en el disc van ser "Call Me" ("Crida'm"), de Spagna, que a més va esdevenir el segon senzill, "Don't Go" ("No te'n vagis") de Yazoo, "High Energy" ("Alta energia"), d'Evelyn Thomas i "Gonna Get Along Without You Now" ("Ara ens portarem bé"), de Viola Wills entre d'altres.
La cantant va viatjar a Mèxic durant la primera setmana del mes de juny de 2007 per promocionar el seu segon àlbum Ochenta's. L'àlbum va aconseguir arribar als primers llocs de vendes, malgrat la seva discreta entrada a la primera setmana de llançament. Va romandre 54 setmanes en llista i va ser certificat platí després de vendre més de 80.000 còpies. Després de l'èxit de Ochenta's, Soraya i la seva discogràfica decideixen tornar a versionar temes dels anys 80. Així neix Dolce Vita, produït de nou pels germans Ten i publicat l'11 de setembre de 2007. Els senzills promocionals van ser "Dolce Vita", de Ryan Paris, i "Words" ("Paraules"), de F. R. David. L'àlbum va debutar en el número 5 de Promusicae. Quan van passar dos mesos des de la sortida del disc, va aconseguir el disc d'or després de vendre més de 40.000 còpies.

### 2008-2009:Sin miedoi participació en el Festival d'Eurovisió
Sin miedo (Sense por) és el quart treball discogràfic de la cantant extremenya. En ell s'inclouen cançons com "Sin miedo" (Sense por), el primer senzill i tema que dona títol a l'àlbum, "Give me your love" ("Dona'm el teu amor"), escrit per ella mateixa, o  "Caminaré" (Caminaré), a duo amb Kate Ryan. La producció del disc va estar a càrrec de, per una banda, la factoria Ten Productions, dels germans Xasqui Ten i Toni Ten, que ja van produir Ochenta's i Dolce Vita, i, per una altra, del productor alemany establert a Mallorca DJ Sammy, artífex d'innombrables grans èxits del millor dance europeu de l'última dècada. El disc va debutar en el lloc número 21 de les llistes de vendes, sent la posició més baixa obtinguda fins ara amb els seus discos d'estudi.
El dia 17 de desembre de 2008, a través d'un vídeo penjat a la web de MySpace, Soraya va fer pública la seva intenció de participar en la selecció de la cançó representant de TVE al Festival de la Cançó d'Eurovisió 2009, amb el tema "La noche es para mi" (La nit és per a mi), sent també el segon single. El dia 20 de gener de 2009 es van tancar les votacions a través de la pàgina de RTVE, aconseguint 202.198 vots i obtenint, així, el segon lloc en les votacions generals i el primer en l'estil pop/rock. Gràcies a la seva posició en aquest rànquing, Soraya es va classificar directament per actuar en les semifinals de les gales de TVE d'Eurovisió 2009: El retorno (El retorn). En la seva semifinal, Soraya es va alçar amb la victòria en obtenir la màxima puntuació del jurat i del públic. Dues setmanes més tard, el 28 de febrer, va empatar amb Melody a la gala final, però, a causa del vot de "qualitat" atorgat per les normes de RTVE al públic, Soraya va ser la triada per representar Espanya en el Festival d'Eurovisió de 2009. Entre els mesos d'abril i maig del mateix any, Soraya va realitzar una gira europea per promocionar la seva candidatura. Els països que va visitar van ser Andorra, Bèlgica, Països Baixos, Romania, Portugal i Suècia.
El 5 de maig es va llançar una edició deluxe de Sin miedo (Sense por)en format CD+DVD, que incloïa l'àlbum íntegre més dos bonus track (una versió remix de La noche es para mi (Deep Central Remix), i "Hasta el final" ("Fins al final"), el tema central del reality show de Cuatro, Fama, ¡a bailar !, que va interpretar Soraya en la segona edició del programa, i tots els videoclips de la seva carrera. El 16 de maig es va celebrar la 54º edició del Festival d'Eurovisió a Moscou (Rússia). Soraya va actuar en última posició, defensant els colors de la bandera espanyola a Rússia. El 20 de maig va presentar en la gala 3 d'Operación Triunfo 2009 el seu tercer senzill "Caminaré". El 23 de juny va començar la 'Gira Sin miedo', en la qual va recórrer gran part de la geografia espanyola, actuant en prop de 30 concerts. A finals de setembre, Soraya, al costat de Universal Music Group, va viatjar a Amèrica per promocionar-se i donar-se a conèixer en el continent americà. Va visitar ciutats com Nova York i Mèxic.

### 2010-2011:DreameriDreamer Reloaded
El seu cinquè disc d'estudi es va llançar el 28 de setembre de 2010 per la seva nova companyia, Sony Music. L'àlbum es diu Dreamer (Somniadora) i ha estat gravat entre Espanya (Barcelona i Madrid) i Turquia, on es va donar forma al duo amb el productor i cantant turc Bedük en el tema "Electric Girl" ("Noia elèctrica").
El repertori és compost per 11 temes completament en anglès: "Dreamer" (Somniadora), "Failing me (Runaway)" (Fallant-me (Fugitiva)), amb lletra de Lucie Silvas, "Give you up" (Renunciar a tu) amb Juan Magan, "Ticking all the boxes" (Marcant totes les caselles), "I got you" (Et tinc), "You've got the music" (Tens la música), dels productors Ivan Torrent i Jordi Garrido - TeeandGee, "Electric Girl" (Noia elèctrica) amb Bedük, "Twilight" (Crepuscle), "Live your dreams" (Viu els teus somnis), famós primer single al costat d'Antoine Clamaran, "In my blood" (En la meva sang), i "Close to me" (Prop de mi) amb Wally López. La majoria de les cançons que componen l'àlbum van rebre crítiques molt positives, sent Dreamer, per tant, l'àlbum més ben valorat de l'artista. Els crítics musicals contemporanis ressaltaren especialment els temes: "Dreamer", "Failing me (Runaway)", "Give you up", "You've got the music" i "Live your dreams"; també va ser ressaltada la qualitat de la quarta entrada del disc, "Ticking all the boxes", i el so tan original de "In my blood". A més de la bona acollida per part de les crítiques, Dreamer va obtenir un bon resultat comercial, ja que va arribar al núm. 1 a iTunes.
Com a preàmbul a aquest disc, Soraya va llançar el senzill titulat "Live your dreams" a duo amb el Dj francès Antoine Clamaran, compositor i co-productor del tema, sent produït per l'equip de David Guetta. Aquest single ha estat llançat de forma independent als seus treballs discogràfics, encara que s'inclou en el disc publicat al setembre. La promoció d'aquesta cançó ha estat una de les més grans que s'hagin realitzat per Soraya, ja que ha consolidat el llançament internacional definitiu per a la cantant.
La cançó es va presentar el dia 20 de febrer al club Queen en els Champs Elysées de París, en el marc del Ministry of Sound World Tour. Antoine Clamaran va iniciar el seu set i en el moment culminant de la seva actuació va anunciar la presència de Soraya per presentar en viu el nou single, fet que va provocar l'aplaudiment generalitzat de tot el món a la sala. Ambdós van interpretar "Live Your Dreams" amb una posada en escena molt acurada per a l'ocasió.
El 22 de febrer va tenir lloc una sessió fotogràfica conjunta de Soraya i Antoine Clamaran, a càrrec de la prestigiosa fotògrafa Marion Maitrejean en l'estudi "Le petit oiseau va sortir", amb un muntatge molt senzill. L'enfocament de la sessió ofereix una imatge refrescant i informal de Soraya. El single va sortir en format digital el 22 de març, debutant en iTunes Espanya en el número 7 el primer dia. Des de la seva sortida ha escalat posicions en llistes espanyoles, franceses i russes, i començà a sonar en altres països, tot i estar només a la venda en digital a Espanya i França. Durant els dies 15 i 16 de març es va rodar a París el videoclip del tema. L'escenari escollit fou un teatre i el clip va ser estrenat a YouTube a finals de juny de 2010.
A causa de l'èxit d'aquesta primera col·laboració, Soraya començà a treballar en un segon single al costat d'Antoine Clamaran, "Stick Shift" ("Palanca de canvis"), que surt a la venda a França, en format digital el 24 de gener de 2011. El single va aconseguir ser número 1 a França i sonà en països com Rússia, Malta, Suècia, Bèlgica i Regne Unit, aconseguint travessar l'oceà cap al continent americà així com cap a Llatinoamèrica, on ha aconseguit sonar en països com Veneçuela, Argentina o Mèxic.
El segon tema escollit com a single de l'àlbum és "Dreamer", cançó que dona títol al disc i que el seu videoclip va ser estrenat el 17 de febrer de 2011.
Després de l'àlbum Dreamer, Soraya publica una reedició amb els millors remixs del disc i una nova portada. Inclou per primera vegada "Stick Shift", el segon tema que la cantant espanyola havia gravat amb Antoine Clamaran, el DJ i productor francès. Dreamer Reloaded inclou remescles de Brian Cross, Albert Neve, John Shelvin, David Campoy i Víctor Magan, així com les col·laboracions de Bedük, Wally López, Juan Magan, etc. L'àlbum va sortir a la venda el 17 de maig de 2011.

### 2012-present:Nova Dècada
Soraya va llançar Feeling You (Sentint-te) amb Antoine Clamaran i Vince M el 16 de gener de 2012 a Espanya, Mèxic i Estats Units tornant amb un so amb més electrònica que dance, sent el primer senzill del seu nou àlbum, planejat per ser llançat al març de 2012.

## Carrera televisiva

### Mira quién baila(2006)
Soraya va participar en una edició especial del famós concurs, que va tenir lloc el Nadal de l'any 2006. Aquesta edició, en comptes de seguir el transcurs normal del programa, va durar només un mes. I, en lloc d'oferir un període de prova als concursants durant les primeres gales sense que cap d'ells fos expulsat, des del primer moment, es va començar a eliminar gent.
Soraya va ser salvada pel públic assistent en la primera gala, ja que el jurat la va posar a la palestra. Tot i això, va anar evolucionant a poc a poc fins a coronar-se com a segona guanyadora del programa, quedant només per darrere del cantant David Bustamante.

### El club de Flo(2006-2007)
Soraya va arribar a un acord amb la productora Globomedia per participar en el concurs de monòlegs amb famosos "El Show de Flo" en la seva segona temporada, presentat per Florentino Fernández i que va emetre La Sexta la nit dels dimarts entre octubre de 2006 i gener de 2007. Va concursar al costat de famosos com Eva González (guanyadora de l'edició), Terelu Campos, Mayra Gómez Kemp, Raquel Revuelta, Julio Iglesias, Jr, Víctor Janeiro i Sofia Mazagatos, entre d'altres. El guanyador obtenia un premi econòmic que donava a una ONG o associació amb finalitats benèfiques.

### La batalla dels cors(2009)
La batalla dels cors és un concurs que es va emetre els dimecres a les 22:15 en la cadena de televisió espanyola Cuatro el gener de 2009, presentat per Josep Lobató. En ell, 5 cantants (Lolita, Marta Sánchez, Soraya, Mikel Erentxun i Manu Tenorio) competiren entre si dirigint un cor format per 20 cantants amateurs elegits per ells mateixos en la ciutat que havien escollit. El premi era destinat a una causa benèfica.
Soraya va ser la cantant directora del grup blau. Va realitzar el càsting al seu poble natal, Valencia de Alcántara (Càceres) i el seu premi estava destinat a l'Associació per a la Integració de Discapacitats Psíquics de Valencia d'Alcántara. Després de les 4 gales, el seu cor va quedar en segona posició, guanyant el dirigit per Mikel Erentxun.

### Generació d'estrelles (2010)
Generació d'estrelles és un concurs de talents musical produït per la Forta, que va emetre Canal 9, Telemadrid, Canal Sud, Aragó TV, 7RM Múrcia i Castella-la Mancha TV, presentat per Silvia Jato. Consistia en 16 parelles amb vincles familiars que competien per demostrar les seves aptituds musicals. Els concursants estaven dividits en dos grups, "junior i "sènior ". El grup "junior" integrava els membres de cada parella menors d'edat i el grup "sènior" als membres de major edat. Soraya va formar part del jurat del programa, acompanyada per José María Íñigo, Manu Tenorio i Eva Perales.

## Carrera interpretativa
Malgrat que sempre va voler ser actriu, el seu camí en aquest art va arribar el febrer de 2010, quan es va estrenar com a actriu principal protagonitzant el curt "Triste solitud de un violinista" (Trista solitud d'un violinista), del director gallec Roberto Lolo. Comparteix repart i protagonisme amb Marc Valcárcel i Alberto Groga.
Anteriorment a aquest curt, Soraya havia realitzat diferents aparicions en sèries de televisió com 7 vidas o Manolo i Benito Corporeision, i programes com L'hora de José Mota i El programa de Berto.
Abans d'assolir la fama, concretament entre els anys 2000 i 2001, ho va deixar tot enrere en la seva Valencia d'Alcántara natal i va viatjar fins a Madrid a la recerca d'una oportunitat en el món de la interpretació. Per això es va presentar a algun càsting. Atès que la sort no la va acompanyar, i la situació econòmica per la qual passava la cantant era molt complicada, va haver d'abandonar el seu somni per dedicar-se a la professió d'hostessa de vol.

## Publicitat
- 2010: Imatge del nou catàleg de la firma de joieria i complements Cristian Lay.[33]
- 2008: Campanya de Turisme d'Extremadura (Som Extremadura), juntament amb Alberto Groga, Berta Collado, José Manuel Calderón, Raquel Sánchez Silva i Jesús Sánchez Adalid.[34]
- 2007: Campanya publicitària per Clearasil Ultra, un producte per a la cura facial.[35]

## Publicacions
Soraya ha estat reclamada per multitud de publicacions per fer reportatges, entrevistes i posats. En aquest sentit, ha estat portada de:
- 2008: FHM Espanya.[36]
- 2009: Sessió de fotos a Nova York en llenceria de Victoria's Secret per a publicacions en Estats Units i Amèrica Llatina.[37]
- 2010: Revista "Integral" (Veneçuela).[38]
- 2010: Must ! Magazine.[39]
- 2011: Interviú.[40]

## Solidaritat i obres benèfiques
Soraya també ajuda i col·labora en nobles causes de bé social, pels nens i les persones de diferents parts del món. Tant és així que, a finals d'octubre de 2006, Soraya es va traslladar juntament amb l'ONG Global Humanitària a Perú per viure de primera mà el dia a dia dels habitants del país, però sobretot com a encarregada de portar el missatge a Espanya de la falta que fa que tota la població prengui consciència en què s'ha d'ajudar i apadrinar nens.
Des de llavors segueix col·laborant amb aquesta ONG, és padrina d'un dels seus projectes i imatge en reportatges sobre l'organització.
A més, en moments puntuals, ajuda i dona suport a altres organitzacions.

## Premis
2006
- Premi a "Artista Revelació 2006" de Punto Radio. Espanya, febrer de 2006.[42][43]
- Premi a "Artista Revelació 2006" de la revista Shangay. Espanya, 26 de juny de 2006.[44]
- Premi "Extremeños d'avui" del Diari AVUI .